# حمى الذهب

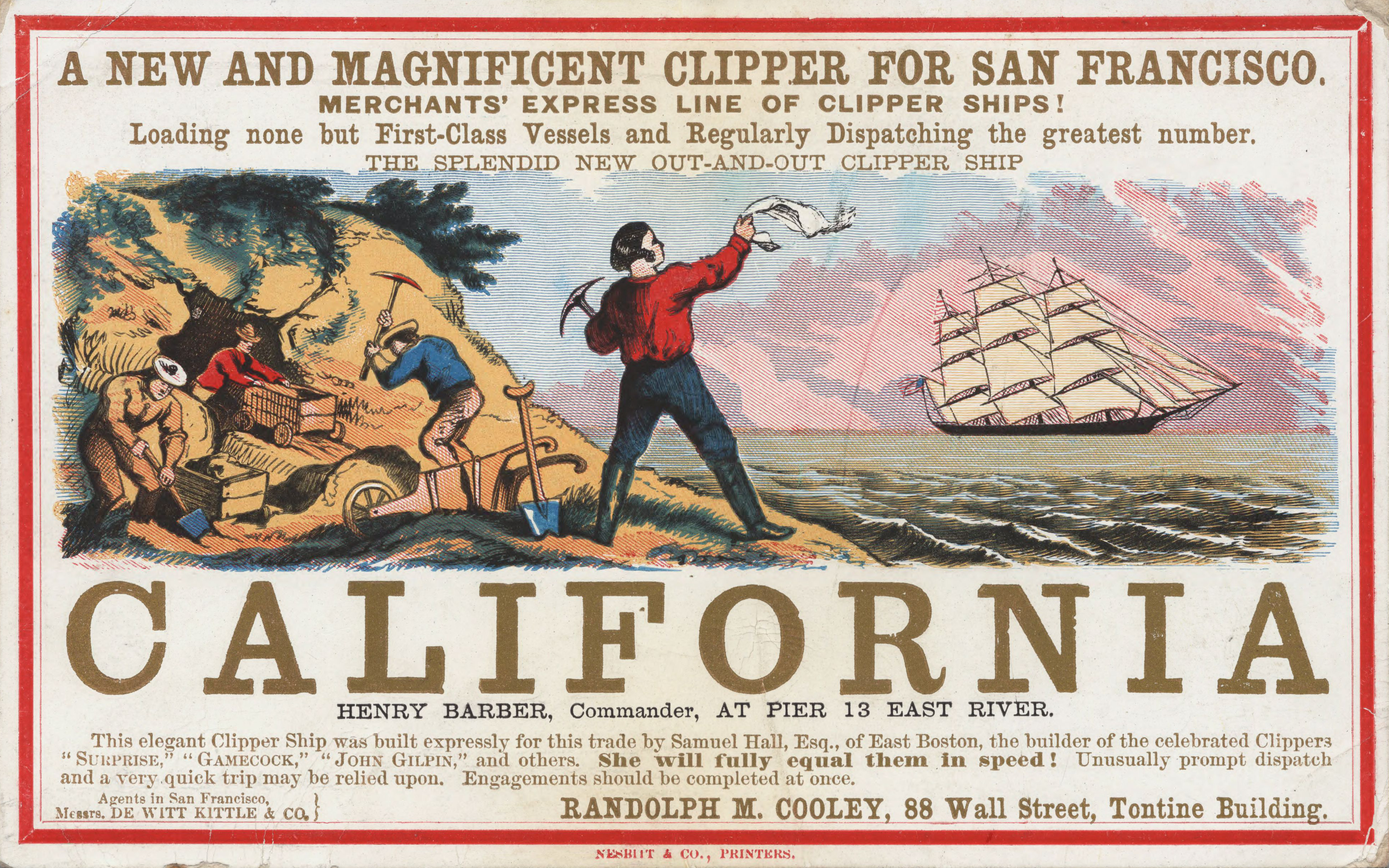
أسرع السفن الشراعية خفضت وقت السفر من نيويورك إلى سان فرانسيسكو من سبعة أشهر إلى أربعة أشهر في حمى الذهب عام 1849.

حمى الذهب هو اكتشاف جديد من الذهب (مصحوب أحياناً بمعادن ثمينة أخرى ومعادن أرضية نادرة) عادة ما يؤدي إلى اندفاع من عمال المناجم بحثاً عن الثروة. وقعت فترات حمى الذهب الكبرى في القرن 19 في أستراليا، نيوزيلندا، البرازيل، كندا، جنوب أفريقيا والولايات المتحدة، في حين حدثت بعض الفترات القصيرة في أماكن أخرى.
الثروة التي نتجت تم توزيعها على نطاق واسع بسبب انخفاض تكاليف الهجرة وقلة الحواجز أمام الدخول. على الرغم من أن تعدين الذهب لم يكن في حد ذاته مربحاً بالنسبة لمعظم الحفارين وأصحاب المناجم، إلا أن بعض الناس اكتسبوا ثروات كبيرة من خلاله، وحقق التجار ومرافق النقل أرباحاً كبيرة. الزيادة الناتجة في إمدادات الذهب أدت لتحفيز التجارة والاستثمار العالميين. كتب المؤرخون على نطاق واسع حول علاقة كل من الهجرة والتجارة والاستعمار والتاريخ البيئي من ناحية، وحمى الذهب من ناحية أخرى.
تميزت حمى الذهب عادة باقتناع سائد لدى العامة بمفهوم "مجانا للجميع"، حيث يكون بمقدور أي فرد أن يصبح من الأثرياء على الفور تقريباً، كما ورد في حلم كاليفورنيا.
ساعدت حمى الذهب على تحفيز هجرات ضخمة غالبا ما أدت إلى استقرار دائم في مناطق جديدة. شكلت فيما بعد ذلك الأنشطة المدفوعة بحمى الذهب جوانبا هامة من ثقافة أستراليا وحدود أمريكا الشمالية. في الوقت الذي كان فيه مخزون العالم من النقود مبنياً على أساس مقدار الذهب، كانت مناجم الذهب التي تم تعدينها حديثا توفر تحفيزا اقتصادياً إلى حد بعيد.
حمى الذهب تمتد أصولها إلى الإمبراطورية الرومانية، التي تم وصف تعدين الذهب في عصرها من قبل ديودورس و‌بليني الأكبر، وربما تمتد إلى أبعد من ذلك، إلى مصر القديمة.

## وصلات خارجية
- Object of History: the Gold Nugget
- الخبرة الأمريكية: حمى الذهب
- استكشاف حمى ذهب كاليفورنيا
- حمى الذهب الأسترالية
- Off to the Klondike! نسخة محفوظة 2 أبريل 2016 على موقع واي باك مشين. The Search for Gold نسخة محفوظة 2 أبريل 2016 على موقع واي باك مشين. — مقال تاريخي موضح